# Ligier JS41
El Ligier JS41 fue un coche de Fórmula 1 diseñado por Frank Dernie para uso del equipo Ligier en la temporada 1995 de Fórmula 1. El coche estaba propulsado por el motor Mugen-Honda MF-301 V10 de 3 litros. El coche número 26 fue conducido por el francés Olivier Panis mientras que, ante la insistencia de Mugen, el coche número 25 fue compartido entre el británico Martin Brundle y el japonés Aguri Suzuki. Otro francés, Franck Lagorce, fue el piloto de pruebas del equipo.
En cuanto al diseño, el JS41 tenía un parecido sorprendente con el Benetton B195. A principios de 1995, Ligier pertenecía en parte al director de Benetton, Flavio Briatore. Briatore transfirió los motores Renault que Ligier había utilizado durante los tres años anteriores a Benetton, convenciendo a su vez a Mugen para que suministrara a Ligier en lugar de Minardi. Durante la temporada, Briatore vendió sus acciones de Ligier a Tom Walkinshaw, director de ingeniería de Benetton. Como resultado, el JS41 fue uno de los Ligier más competitivos en años, lo que permitió a Brundle y Panis luchar regularmente por puntos en las carreras.

## Patrocinio y livery
El JS41 luce un nuevo color azul oscuro en lugar de un tono azul claro. Gitanes seguía siendo el principal patrocinador del equipo. En los Grandes Premios de Gran Bretaña y Alemania, el texto de los Gitanes fue reemplazado por un código de barras. En el Gran Premio de Francia, el logo de la "mujer gitana" fue reemplazado por un hombre y una bandera francesa junto a "Ligier".

## Uso posterior
Posteriormente, Bridgestone compró un JS41 para probar los neumáticos de la compañía japonesa antes de su entrada en la Fórmula 1 en 1997.

## Resultados
(Clave) (negrita indica pole position) (cursiva indica vuelta rápida)

| Año     | Motor           | Neu. | N.º | Pilotos        | 1   | 2   | 3   | 4   | 5   | 6   | 7   | 8   | 9   | 10  | 11  | 12  | 13  | 14  | 15  | 16  | 17  | Puntos | Pos. |
| ------- | --------------- | ---- | --- | -------------- | --- | --- | --- | --- | --- | --- | --- | --- | --- | --- | --- | --- | --- | --- | --- | --- | --- | ------ | ---- |
| 1995    | Mugen-Honda V10 | G    |     |                | BRA | ARG | SMR | ESP | MON | CAN | FRA | GBR | GER | HUN | BEL | ITA | POR | EUR | PAC | JPN | AUS | 24     | 5.º  |
| 1995    | Mugen-Honda V10 | G    | 25  | Aguri Suzuki   | 8   | Ret | 11  |     |     |     |     |     | 6   |     |     |     |     |     | Ret | DNS |     | 24     | 5.º  |
| 1995    | Mugen-Honda V10 | G    | 25  | Martin Brundle |     |     |     | 9   | Ret | 10† | 4   | Ret |     | Ret | 3   | Ret | 8   | 7   |     |     | Ret | 24     | 5.º  |
| 1995    | Mugen-Honda V10 | G    | 26  | Olivier Panis  | Ret | 7   | 9   | 6   | Ret | 4   | 8   | 4   | Ret | 6   | 9   | Ret | Ret | Ret | 8   | 5   | 2   | 24     | 5.º  |
| Fuente: |                 |      |     |                |     |     |     |     |     |     |     |     |     |     |     |     |     |     |     |     |     |        |      |